# Banqueta (guerra)
En el ámbito militar, se llama banqueta en general a toda obra destinada a sostener al soldado que tira detrás de un parapeto o masa cubridora. 
En murallas o parapetos de tierra, como que la cresta o línea de fuego tiene la necesaria altura, mayor en todo caso que la del hombre, para cubrir de la vista de la campaña el espacio interior. La banqueta es la tierra arrimada con ciertas condiciones de perfil, que dan lo que se llama altura de apoyo, de modo que sobre ella pueden hacer fuego dos filas de soldados con objeto de que la primera tire y la segunda cargue. La banqueta se une al suelo, es decir, al terraplén o adarve, por medio de una rampa o declivio suave, para facilitar la subida y la circulación.